# خانواده اینترلوکین ۱
اینترلوکین ۱ (انگلیسی: Interleukin 1 family) یک خانواده مهم از اینترلوکین‌های بدن است که از گلبولهای سفید ترشح می‌شوند و در پاسخهای التهابی و ایمنی نقش دارند. اینترلوکین‌های گروه یک از سلولهای ماکروفاژی، لنفوسیت‌های بی، مونوسیت و سلول‌های دندریتیک ترشح می‌شوند و بر سلولهای لنفوسیت، درشت‌خوار و سلول کشنده طبیعی مؤثر است. اصلیترین کارکرد این سایتوکین تمایز و تولید سریعتر گویچه‌های سفید، ایجاد التهاب و رهاشدن پروتئین فاز حاد (Acute-phase protein) است. IL-1α و IL-1β از معروفترین اعضای این خانواده هستند.